# Телебачення в Андоррі
Перші легальні телевізійні трансляції в Андоррі почалися у 1970-х роках. Телевізійна сцена Андорри є прямим результатом складної історії країни, яку можна пояснити збалансованими культурними, політичними та соціальними відносинами європейської мікродержави з двома сусідніми країнами, Францією та Іспанією. Таким чином, в Андоррі вперше з'явився кольоровий телевізійний етер, хоча деякий час він ділив сигнал з чорно-білим. Проте включення країни в цифрову еру було досить провідним. Андорра є третьою європейською країною після Фінляндії та Люксембургу, яка вимкнула аналоговий сигнал. Андоррський телеканал Andorra Televisió був запущений у 1995 році.

## Історія
Політичні конфлікти з сусідами щодо впровадження телеграфу, телефону та радіо спричинили запізнення з впровадженням телебачення в Андоррі.
З 1950-х років є новини про використання телевізорів у барах Андорри. Але влада Андорри вирішила зацікавитися телебаченням лише з появою кольорового телебачення, запровадженого у Франції раніше за Іспанію. Тому парламент Андорри, який мав власний уряд лише з 1980-х років, вирішив у 1967 році зв'язатися з французькою короною, щоб дізнатися, як отримати дозволи та ліцензії на телемовлення в Андоррі.
Відповідно до традиційних дипломатичних критеріїв із Францією та Іспанією, перші французькі та іспанські телеканали можна побачити з 1970-х років. Це виправдовувало створення андоррської компанії для управління пропозицією телебачення; Servei de Telecomunicacions d'Andorra (STA), теперішній Andorra Telecom.
У 1980-х роках Андорра вперше отримала уряд і разом з ним відокремила, хоч і риторично, виконавчу владу парламенту за критеріями Монтеска: уряд, парламент і суди. Це важливо, оскільки саме за першого уряду почався цілий процес, кульмінацією якого стало перетворення Ràdio Andorra на нинішнє Ràdio i Televisió d'Andorra. У 1990-х роках Радіо Андорри було формально перетворено на нову державну установу, відповідальну за трансляцію не лише радіо, а й телебачення.

## Цифрове етерне телебачення
25 вересня 2007 року об 23:00 Андорра стала однією з перших європейських країн, яка вимкнула всі наземні аналогові трансляції, зробивши TDT єдиним способом прийому наземного телебачення в країні. Сервісом спільно керують уряд Андорри та телекомунікаційна компанія країни Andorra Telecom. Окрім єдиного в Андоррі телеканалу ATV, сервіс пропонує різноманітні канали з Іспанії та Франції. Це також одна з небагатьох послуг наземного телебачення, яка пропонує канал BBC World News.
| Мова          | Країна          | Телевізійний канал                 | Радіостанція                            | Власник                               | MUX         |
| ------------- | --------------- | ---------------------------------- | --------------------------------------- | ------------------------------------- | ----------- |
| Каталонська   | Андорра         | Andorra TV HD                      | Ràdio Nacional d'Andorra Andorra Música | Ràdio i Televisió d'Andorra (RTVA)    | 42          |
| Каталонська   | Іспанія         | TV3 HD Super3 / El 33 Esport3 3/24 | Catalunya Ràdio                         | CCMA                                  | 28 34 42 45 |
| Каталонська   | Іспанія         | 8TV HD                             | RAC 1                                   | OC 2022                               | 25          |
| Каталонська   | Іспанія         | Pirineus TV HD                     | Ràdio Valira                            | Cadena Pirenaica de Ràdio i Televisió | 34          |
| Іспанська     | Іспанія         | La 1 HD La 2 HD Teledeporte HD     | Ràdio 4 Radio Exterior                  | RTVE                                  | 25 42 45    |
| Іспанська     | Іспанія         | Antena 3 HD La Sexta HD            | Onda Cero                               | Atresmedia                            | 36 45       |
| Іспанська     | Іспанія         | Cuatro HD Telecinco HD             |                                         | Mediaset España                       | 28 36       |
| Іспанська     | Іспанія         |                                    | Cadena SER                              | Prisa                                 | 36          |
| Іспанська     | Іспанія         |                                    | COPE                                    | Radio Popular                         | 28          |
| Французька    | Франція         | TF1 HD                             |                                         | Groupe TF1                            | 42          |
| Французька    | Франція         | France 2 HD France 3 HD            |                                         | France Télévisions                    | 45          |
| Французька    | Франція         | M6 HD                              |                                         | Groupe M6                             | 42          |
| Французька    | Франція         | Arte HD                            |                                         | Arte GEIE                             | 28          |
| Французька    | Франція         | C8 HD                              |                                         | Groupe Canal+                         | 25          |
| Французька    | Франція         | NRJ 12 HD                          | NRJ                                     | NRJ Group                             | 36          |
| Французька    | Франція         | TV5Monde HD                        |                                         | TV5Monde                              | 34          |
| Французька    | Франція         | Euronews                           |                                         | Euronews                              | 34          |
| Французька    | Франція         |                                    | RFI                                     | France Médias Monde                   | 45          |
| Французька    | Бельгія         |                                    | La Première                             | RTBF                                  | 34          |
| Французька    | Швейцарія       |                                    | La Première                             | SRG SSR                               | 34          |
| Португальська | Португалія      | RTP Internacional                  | Antena 1                                | RTP                                   | 28          |
| Португальська | Португалія      | TVI Internacional                  | Rádio Comercial                         | Media Capital                         | 25          |
| Англійська    | Велика Британія | BBC World News HD                  | BBC Radio                               | BBC                                   | 28          |
| Англійська    | США             | CNN International                  | CNN Radio                               | Warner Bros. Discovery                | 36          |
| Англійська    | Росія           | Russia Today                       |                                         | Уряд Росії                            |             |

Колишні канали:
- Al Jazeera English
- Direct 8
- DW-TV
- Love Nature
- SIC International

## Платне телебачення
Andorra Telecom почала надавати платне телебачення за допомогою технології IPTV після завершення переходу від ADSL до оптоволокна у 2010 році. Andorra Telecom підписала контракт з Movistar на трансляцію їхнього телевізійного пакета. Окрім безплатних каналів та іспанських каналів Movistar+, він також включає французькі канали France 5, Franceinfo, France24, W9, TMC, TFX, BFM TV і Gulli, а також інші канали, такі як Cubavision, CNBC Europe, Bloomberg, Fox News, Russia Today, Al Jazeera English та i24 News.

### Сант-Жулія-де-Лорія
Компанія Mútua Elèctrica de Sant Julià de Lòria пропонує кабельне телебачення в південному місті Сант-Жулія-де-Лорія з моменту впровадження платного телебачення в Іспанії.